# 99号华盛顿州州道
99号华盛顿州州道（英語：Washington State Route 99，SR 99，也称为 太平洋公路，Pacific Highway）是一条位于美国华盛顿州西雅图大都会区的华盛顿州州道。它全长49英里（79），南起华盛顿州法伊夫，北至埃弗里特，穿过的城市有费德勒尔韦、西塔科、西雅圖、岸線市和林伍德。SR 99在塔克維拉市内存在3-英里（4.8-）的缺隙，可通过518号华盛顿州州道（SR 518）和599号华盛顿州州道（SR 599）连接起来。大部分的路线都是以平面交叉方式与其它道路连接，部分路段，比如西雅图市区内，以阿拉斯加路高架桥穿过繁忙的市区。
该公路在1930年代属于99号美国国道（US 99）的一部分，是非常重要的运输通道。后来方向大致平行，但修筑标准更高的5号州际公路（I-5）在1960年代建成，取代了US 99在运输行业中的地位，最后该公路被取消国道编号。原99号美国国道现在在西海岸三个州内分别被降级为99号加利福尼亚州州道、99号俄勒冈州州道和99号华盛顿州州道。